# Механизъм за изхвърляне на гилзите
Механизма за изхвърляне на гилзите (в българския език се използват и наименованията екстрактор, отражател, изхвъргач) в огнестрелното оръжие служи за извличане (екстракция) на стреляните гилзи и не сработилите патрони (засекли) от патронника и отстраняването им зад пределите на оръжието (ежекция). Състои се от две основни устройства – изхвърлящо устройство, основата на което е изхвъргача, и отразяващо устройство, с главен детайл отражателя.
Изхвъргач, също и екстрактор – детайл от оръжието, осигуряващ извличането на стреляната гила или засеклия патрон от патронника и задържането им до срещата им с отражателя (ежектора).
Отражател, също и ежектор – детайл от оръжието, който придава на извлечената от патронника чрез изхвъргача гилза скорост и направление на полета така, че тя напуска оръжието, обикновено през специално прозорче (отвор) в стволната кутия.
Успешната работа на механизма е най-важната съставна част за общата надеждна работа на оръжието, като цяло, тъй като отстраняването на заседналата гилза или патрон изисква голяма загуба на време, което значително понижава бойните качества на оръжието. Ведно с това, това е един от детайлите на оръжието, който носи голям риск и честота на повреди.

## Устройство и принцип на работа
В повечето случаи изхвъргача представлява детайл във вид на кукичка с контра („зъб“), служещ за хващане на гилзата, който може да се премества относително затвора, за да обхване шапката на гилзата, или да влезе в нейния канал, след идването на затвора в крайно предно положение. За да се осигури надежден захват на гилзата изхвъргача се притиска към нея от пружина.
Конструктивното оформление на механизма за изхвърляне на гилзите в голяма степен зависи от конструкцията на конкретния образец оръжие, в частност – от типа на затвора и механизма за подаване на патроните.
- В неавтоматичното оръжие извличането на гилзата става след пълното изтичане на барутните газове от канала на ствола, и затова не се изисква голямо усилие. Например, във винтовката образец 1891/30 г. то се колебае от 0 до 11 kg. Дори и да има затруднения в екстракции, то те като правило се случват при разкъсване или деформация на гилзата, повреда или замърсяване на патронника, а също и от ниско качество на неговата изработка.
- В автоматичното оръжие условията на работа на дадения механизъм зависят от конкретния принцип на неговото функциониране:

- В системите, основани на отката на свободния и, отчасти, полусвободния затвор, екстракцията става при сравнително високо налягане на барутните газове в канала на ствола, а по принцип – за сметка на него, тъй като именно налягането на барутните газове върху дънцето на гилзата осигурява работата на автоматиката при тези системи. Изхвъргача, по този начин, няма участие в екстракцията на гилзата и служит в този тип оръжия главно, за да държи гилзата до срещата ѝ с отражателя, което увеличава надеждността на работата на механизма, а също така извличането на засеклите патрони ръчно и разреждането на оръжието. Болшинството образци от този тип съхраняват своята работоспособност и при отсътствие на изхвъргач. Съществуват даже отделни серийни модели оръжия със свободен затвор, които нямат изхвъргач (малокалибрените винтовки Gevelot Gevarm, картечницата на Блюм), и при това съхраняващи пълната си работоспособност (наистина, изваждането от ствола на засякъл патрона предизвиква трудности – за това имал отделен от затвора ръчен изхвъргач).

- В системите, използващи за работата на автоматиката кратък ход на ствола и отвод на барутните газове, екстракцията се случва при наличие на неголямо остатъчно налягане на барутните газове в канала на ствола. Но, като показват опитни стрелби без използване на изхвъргач, това налягане е достатъчно за успешното извличане на гилзата от патронника, особено при тяхното предварително смазване, така, и в този случай изхвъргача по същество увеличава надеждността на операцията и служи за извличане на патрона от патронника ръчно.

- В системите с дълъг ход на ствола извличането на гилзата става след пълното изтичане на барутните газове, затова при тях изхвъргача е един от най-важните детайли.

Конструктивното оформление на отражателя изцяло зависи от неговия тип (виж по-долу).

## Типология

### Видове изхвъргачи
Според принципа си на действие изхвъргачите се делят на:
- Преместващи се съвместно със затвора в течение на целия цикъл на изстрела;
- Преместващи се независимо от движенията на затвора.

Първият тип е най-разпространен в системите с надлъжно плъзгащ се затвор, в наши дни е най-често срещащ се. Според конструкцията си изхвъргачите от този тип се делят на:
- Изхвъргачи, твърдо свързани със затвора (фиксирани).

Този тип се използва в системите с непряко подаване на патроните в патронника и се отличава с най-голяма надеждност на работата (картечницата на Максим и т.н.). Обикновено такъв изхвъргач представлява два вертикални канала в краищата на чашката на затвора, задържащи края на патрона. Патрона и неговата стреляна гилза се преместват този случай вертикално, от горе надолу, тъй като надлъжното и напречното преместване на патрона относително затвора по времето, когато дъното се държи от твърдия (фиксирания) изхвъргач е изключено.
- Изхвъргачи, свързани със затвора (нефиксирани).

Този тип подразбира подпружинен изхвъргач, монтиран в специално гнездо на затвора или бойната личинка на затвора, и се използва както при пряко, така и при системите с непряко подаване на патроните (АК, СВД, M14, и т.н.).
Според характера на движенията:
- Въртящи движения;

- С опора на ос (АК);
- Съединяващ се със затвора с помощта на специална издатина (ПМ);

- Напречно движение, премества се в специални улеи на затвора, перпендикулярни на канала на ствола (ППШ-41).

Ъщо така изхвъргача може да бъде изпълнен като един детайл от пружинна стомана, в този случай работата му изцяло се базира на неговото огъване (MP40, Mauser 98).
В системите с напречно плъзгащи или люлеещи затвори изхвъргачите, като правило, са монтирани и се местят независимо от затвора. В този случай те се задвижват от детайл, който се явява в дандената система водещо звено на автоматиката на оръжието (затворната рама или подвижен ствол), и съединен с нея посредством лостова система. Има и случаи за изплзване на отделен от затвора изхвъргач и при оръжия с надлъжно плъзгащ се затвор, например в картечницата на Блюм за малокалибрени патрони, но при него екстрактора служи изключително за изваждане от патронника на засекли патрони, като механизма работи ръчно, задвижван от стрелеца при свален пълнител (което е приемливо за това учебно-тренировъчно оръжие, не предназначено за бой).

### Видове отражатели
Различават се следните отражатели твърди и пружинни:
- Твърдите отражатели са свързани към неподвижните детайли на оръжието или взаимодействат с тях. В този случай отразяването на гилзите става с удар, който използва част от кинетичната енергия на затвора. Твърдите отражатели са прости по устройство, но тяхната работа се характеризира с възникноването на резки придърпвания.

Има три разновидности твърди отражатели:
- Отражатели, неподвижно прикрепени към неподвижни детайли на оръжието (АК и много други образци леко стрелково оръжие);
- Шилови отражатели – във вид на шило, свободно преместващи се в отвор в затвора (картечницата СГМ) или оформени във вид на направляваща ос на възвратно-бойната пружина (ППС и някои други модели картечни пистолети);
- Сгъваеми отражатели, съединени с неподвижните детайли шарнирно и приближаеми към оста на затвора чрез пружина непосредствено по време на отражението на гилзите (картечницата ДПМ).

- Пружинните отражатели са два вида:[1]

- С пружина, закрепена за неподвижен детайл на оръжието. Често за това се използва пружина към буфера на затвора; при този случай в момента на идването на затвора в задно положение шилото на отражателя се удря в затворния буфер и се задейства от него (картечницата ДШК).
- С пружина, свързана с подвижни детайли на оръжието. Тук за привеждане на отражателя в действие е предвидена отделнаа пружина, сгувана при подаване на патрон в патронника, а след екстракцията на стреляната гилза тя се разгъва и за сметка на натрупаната енергии изтласква гилзата зад пределите на оръжието (ПТРД, много образци оръжие произведени в САЩ).

В последния случай преимуществото се състои в това, че за отражението на гилзата не се използва енергия от подвижните части на оръжието. Но от друга страна сгуването на пружината на отражателя при движение на подвижната система напред отнема от нея част от енергията и може да стане причина за нарушение на работата на автоматиката поради недостигането на затвора в предното положение при замърсено оръжие, т.е., намалява надеждността на неговото действие.
Освен това, пружинните отражатели като цяло имат по-сложна конструкция, а при интензивна стрелба пружината може бързо да загуби своите свойства (да се умори), което отново намалява надеждността.

## В ловното оръжие
Екстрактора на ловните оръжия тип „с чупене“ се състои от стоманена пластинка, врезана в среза на патронниците на стволове до половината окръжност на всеки от тях. Той се подсилва от две лостчета, движещи се в канали пробити между стволовете. Края на долния, по-дълъг лост излиза над заключалката на и се опира в особена издатина, укреплена в края на основата на патронника. При „счупването“ на стволовете издатината избутва лостчето, и екстрактоа избутва гилзата толкова, че да може да се извади с пръсти или, ако гилзата е заседнала, със специална кукичка с лапи, захващаща гилзата за шапката ѝ (подобно приспособление може да има на дръжките на ловните ножове). Екстрактора се затваря с притискането на основата при затваряне на стволовете.
Екстрактора, приспособен не само за избутване на гилзата, но и за нейното изхвърляне от ствола, се нарича ежектор, или изхвъргач. Обикновено ежектора се прави разделен и, съединявайки се с ударната (заключваща) система, изхвърля само гилзата само от този ствол, от който е стреляно, другата му половина в този случай само избутва леко неизстреляния патрон. Както за екстракторите, така и за ежекторите има няколко системи. Обикновено ежектора има опция да бъде изключен, тъй като в някои случаи изхвърлянето на гилзите е нежелателно (много ловци сами презареждат патроните си, в някои страни или ловни стопанства, стрелбища, и т.н. има изисквания да се събират стреляните гилзи за предотвратяване на замърсяването на тяхната територия).
При най-старинните пушки, обикновено произведени през 19 век, а също и най-първите бойни еднозарядни винтовки с патрони с метални гилзи, екстракцията на стреляните гилзи става ръчно от стрелеца, или с пръсти, или с помощта на ръчен екстрактор, представляващ метална вилица с две или три кукички (виж също статия Архив на оригинала от 2012-02-20 в Wayback Machine., посветена на ръчните екстрактори).

## В револверите
при револверите екстракцията на гилзите може да се осъществява по една ръчно с шомпол, обикновено закрепен на самото оръжие (при старите, не използвани днес модели) или едновременно, с помощта на механично устройство с различна конструкция.
Като правило едновременната екстракция на гилзите се осъществява или с „чупене“ на рамата на револвера (например – 4,2 линеен револвер система Smith&Wesson), или при преместване на барабана встрани (на втората илюстрация вдясно).